# Vermelho
O vermelho, rubro, ou encarnado, corresponde a uma série de cores semelhantes, evocadas pela luz constituída essencialmente pelos maiores comprimentos de onda visíveis pelo olho humano, aproximadamente na gama de 630 a 740 nm. Comprimentos de onda mais longos do que isso são chamados de infravermelhos ou abaixo do vermelho, e não podem ser vistos a olho nu por pessoas. O escarlate é utilizado como uma das cores aditivas primárias da luz, complementar ao ciano, nos sistemas de cores vermelho-verde-azul. O vermelho é também uma das cores subtrativas primárias no espectro de cores vermelho-amarelo-azul, mas não no espectro de cores ciano-magenta-amarelo-preto. É ainda, junto ao azul e ao amarelo, uma das cores pigmento-primárias.
Seu nome se origina da palavra para pequeno verme na língua latina, derivando primariamente do grego. Na natureza, descreve um planeta e as estrelas gigantes, além de estar ligado a reações físicas e intimidação. Colore ainda minerais, vegetais, pele, escamas, pelos e penas dos animais. Historicamente, seu datado primeiro uso é marcado na Pré-História, quando representava as caçadas; com o passar dos anos, conquistou significados positivos e negativos, que iam desde fertilidade e boa sorte à cor do deus Seth.
Na cultura humana, representa desde habilidades comunicativas aos nomes de bandas e ruas, não apenas na língua portuguesa. Ao longo do tempo adquiriu seu próprio simbolismo e valor psicológico na comunicação global. Significou riqueza e poder, e hoje é sinônimo do proibido, do violento, do apaixonante e do amoroso. É ainda elemento presente em terapias, religiões e até mesmo no senso comum.

## História

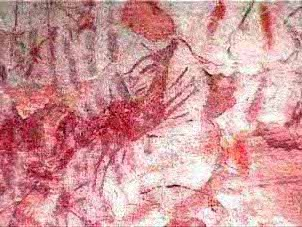
Em cavernas pré-históricas, o vermelho já era usado em pinturas que representavam as caçadas.

A história do descobrimento ou "fabricação" desta cor pelo ser humano para específicos usos ou recriação remonta à Pré-História, após serem descobertos registros de pinturas em cavernas que apresentavam o vermelho. Caçadores do período neolítico já consideravam esta cor a mais importante, dotada de poderes relacionados a vida, colocada inclusive nos túmulos de seus mortos — o que explicaria os achados arqueológicos nos quais esqueletos foram vistos cobertos em pó de ocre vermelho; pinturas da mesma época também atribuíam poderes mágicos a esta cor. Por volta do século VIII, na cultura nórdica, o nome usado para o vermelho derivou de teafor (magia), que tornou-se mais tarde ocre vermelho, provavelmente por conta do óxido de ferro já usado para colorir e para evocar a fertilidade. Para as mais variadas culturas ao redor do mundo antigo, o vermelho detinha poderes mágicos relacionados à invencibilidade, proteção, força e intimidação, como visto em pinturas de Jan Van Eyck (1434). Inclusive a fênix, que ainda simboliza o renascimento, está relacionada ao vermelho, por seus poderes de vida e por estar ligada à ira e à guerra, quando os homens partiam para as batalhas. Em casamentos, o vermelho foi cor tradicional em guirlandas e roupas da época romana até o século XVIII, graças a seu simbolismo de fertilidade, mantendo-se ainda como característica cultural grega, albanesa e armênia; no Oriente, a China perpetuou a tradição de vestir suas noivas de vermelho. É ainda lá que ovos na cor representam boa sorte ao recém-nascido.
Na Europa, no período da Idade Média, os homens já utilizavam do escarlate para tingir tecidos, preparar cosméticos e como ingrediente culinário, graças a cochonilha, inseto capaz de produzir substância avermelhada. No Egito, possuía, junto a outras cores, significados psicológicos, e no Oriente, era já considerada uma cor comum. No século XVII, o rei francês Luís XIV instituiu o vermelho como a cor da nobreza, ao usá-lo em roupas, calçados e colorindo palácios, em tapeçaria. Durante a Revolução Francesa, foi a cor da insurreição. Na América, os nativos (chamados vulgarmente de indígenas) usam recursos naturais, como o urucum, para obter a coloração e se enfeitarem ou camuflarem-se para batalhas. No papiro de Ebers, dito o livro médico mais completo e antigo da Humanidade (1 550 a.C.), o vermelho foi utilizado nos títulos dos capítulos, nos nomes das doenças e nas dosagens dos medicamentos, já que no Egito era a cor usada para dar ênfase.
De acordo com uma antiga lenda grega, as rosas vermelhas — símbolos de amor e fidelidade — vêm do sangue de Adônis, morto por um javali durante uma caçada. Assim, para esta mitologia, o encarnado é o ciclo de crescimento e declínio, além de ser a cor dedicada a deusa Afrodite. Todavia, o vermelho não representou apenas positivismo. Para os israelitas dos tempos bíblicos, o vermelho era a cor do sangue para espantar demônios; no Egito antigo era a cor representativa do deus Seth e da maldade.
Supostamente a primeira cor a ser percebida pelo ser humano, é também a primeira a ser vista por pessoas que sofreram danos cerebrais e tiveram cegueira temporária. Com o passar dos anos, esta cor ganhou tons e variações, conotações e simbolismos, que vão do amor a ira, representando o vermelho das rosas preferidas para o Dia dos Namorados a camisas de times de futebol pelo mundo.

## Etimologia e significado
A palavra vermelho tem sua origem no latim vermillus, que significa "pequeno verme", remetendo-se à cochonilha, inseto do qual é extraído o corante carmim utilizado em tintas, cosméticos e como aditivo alimentar. Seu prefixo grego é eritro-. Trata-se de uma cor-luz primária e secundária (CMYK) e cor-pigmento primária. O vermelho é associado com a cor do sangue, algumas flores (especialmente rosas) e frutas maduras (como maçãs, morangos e cerejas). O fogo também está altamente ligado à cor, assim como o sol e o céu ao pôr-do-sol. Após a ascensão do socialismo na segunda metade do século XIX, o vermelho passou a ser utilizado também para descrever movimentos revolucionários.
De acordo com definição em dicionário de língua portuguesa, vermelho é um substantivo masculino que significa cor muito viva, correspondente "a um dos limites visíveis do espetro solar", que nomeia de ruivos a animais.

## Colorimetria, ciência da cor, visão e fotografia

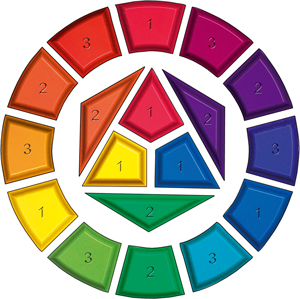
O vermelho, junto a duas outras cores, compõe o que se conhece por cores primárias, aquelas que, combinadas entre si, geram todas as outras.

Esta cor, junto ao azul e ao amarelo, é considerada pigmento-primária, ou seja, é independente e não se decompõe, já que não deriva de nenhuma outra cor. Ao que o vermelho é misturado com as outras duas primárias, gera o preto — conhecido como ausência total de cor; ao que se mistura com apenas uma outra, o resultado é uma cor secundária; ao que se mistura com uma cor secundária, o resultado é uma terciária. Há ainda a possibilidade de se gerar as cores intermediárias, que são obtidas durante a transição de primária para secundária.
O vermelho é um número de cores semelhantes evocadas pela luz constituída essencialmente da maior onda de luz visível pelo olho humano, na gama de comprimento de onda de cerca de 630 a 740 nm. As ondas maiores que esta são chamadas de infravermelho, ou "abaixo do vermelho", e não podem ser vistas pelo olho humano. O comprimento de onda vermelha tem sido um fator importante nas tecnologias de raio laser, especialmente o laser vermelho, utilizado inicialmente em tecnologias de discos compactos, mais tarde substituído por lasers azuis, uma vez que o comprimento da onda vermelha faz com que as gravações ocupem mais espaço em disco que a tecnologia de laser azul.
Cientificamente, a principal teoria para a razão pela qual os primatas desenvolveram sensibilidade ao vermelho diz que esta foi a maneira encontrada para distinguir frutas maduras de frutas verdes e vegetação não comestível. Isto teria levado a novas adaptações que se aproveitaram dessa nova capacidade, tais como as faces vermelhas de babuínos. A luz vermelha também é utilizada para preservar a visão noturna em situações de pouca luz, uma vez que as células bastonetes do olho humano não são sensíveis ao vermelho. O vermelho é ainda uma das três cores aditivas primárias da luz, complementar ao ciano, no sistema de cor vermelho-verde-azul (RGB), mas não é subtrativa primária no espectro de cores azul-vermelho-amarelo-preto (CMYK).
Um uso comum do vermelho como uma cor aditiva primária é no modelo de cores RGB. Como o vermelho não é por si só uma cor padronizada, misturas de cores com base nele também não são especificações exatas da cor. O governo dos Estados Unidos, por exemplo, estabeleceu certas especificações de quais tintas devem ser usadas quando o vermelho é indicado num projeto. Para que os computadores possam produzir cores exatas, o vermelho precisa ser definido em termos de um espaço de cor absoluta, como na correção de cor sRGB (de modo que o vermelho seja produzido de forma padronizada e não apenas cheio da intensidade do corante vermelho).

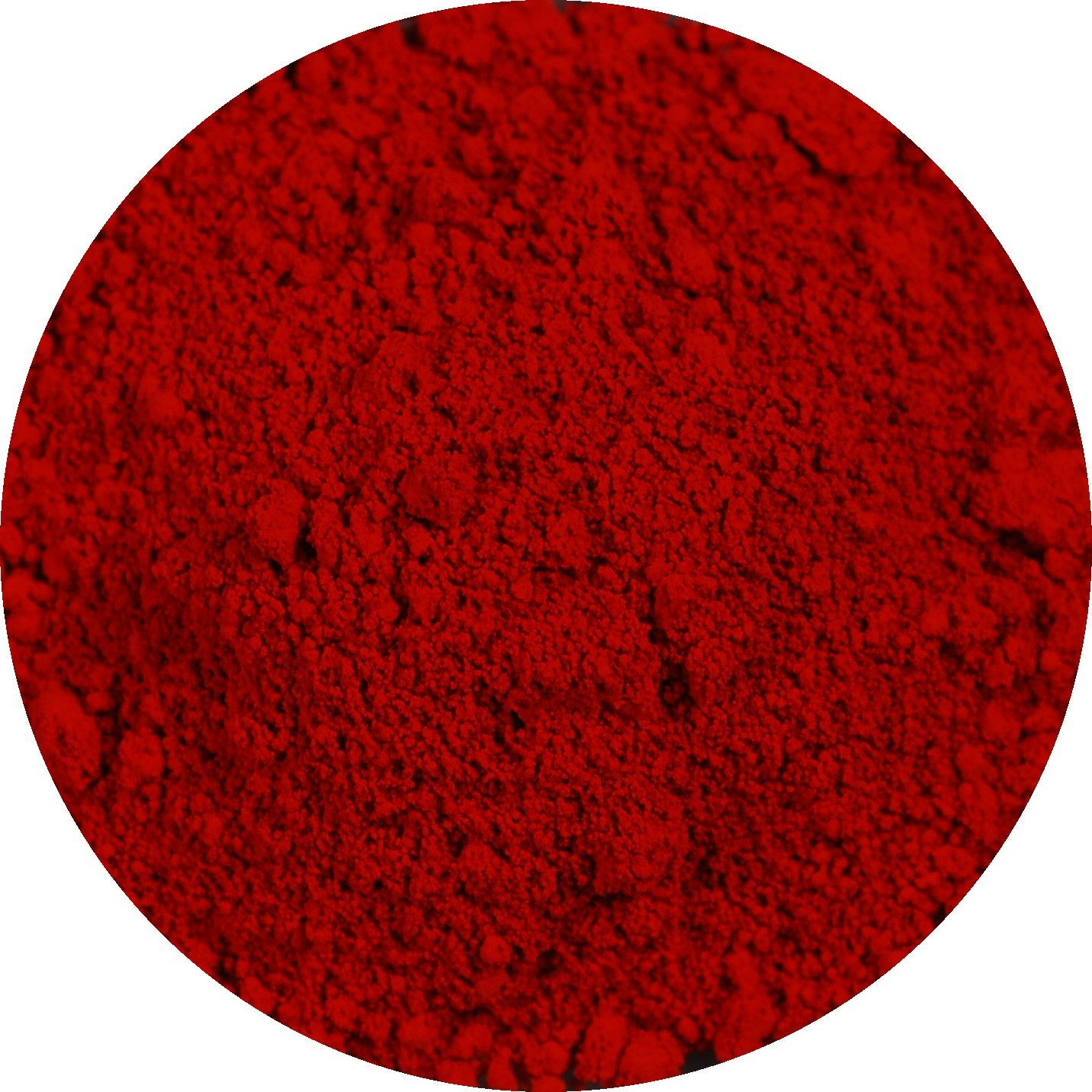
O vermelho possui diferentes nomes devido a variação de sua obtenção, que podia vir de um minério, de um vegetal ou até mesmo de um inseto.

Para se estudar esta cor em âmbito mais técnico e específico, foi preciso seguir certos procedimentos, que geraram um esquema didático e organizado de análise não só para o vermelho, mas para todas as cores. É necessário que se compreenda a natureza física e gnosiológica da cor, bem como as espécies, as propriedades, a psicodinâmica, a harmonia, o ritmo e as alianças entre uma arte e outras artes. Para se entender o que é uma cor fisicamente, é necessário que se tenha em mente o conceito de luz e o comprimento de onda. O vermelho, por exemplo, quando raios luminosos penetram em um prisma, desvia-se em ângulo menor, bem próximo ao azul, verde, amarelo e laranja. Por ser uma cor cuja sensibilidade (em aspecto físico) é maior aos olhos, o vermelho é percebido por daltônicos e sua maior luminosidade atiça cães e touros, que não percebem cores, mas sim luz. Uma criança, que até os dois anos reage primeiro à luminosidade, prefere o vermelho para vestir e ter em seus brinquedos.
| “ | Os vermelhos que se distinguem por seus nomes de carmim, granza, alizarina, carmesim, cochinilha, solferino etc., têm, em geral, a mesma base cromática, ainda que a sua origem seja distinta. O vermelho mais espectral é o carmim. O escarlate é um vermelho intenso, com um leve matiz violácio. O vermelhão e o cádmio vermelho são vermelhos alaranjados. Todas as variedades de vermelhos azulados ou laranjas, tais como o vermelho de Veneza ou Sevilha, Siena tostada, cereja, caoba, etc. são vermelhos. | ” |

A luminosidade desta cor enquanto primária é de 17%, sendo notavelmente viva. Seu brilho se mantém ao ser misturada com o amarelo para formar o laranja. Todavia, ao ser misturada com o azul, esta luminosidade decaia consideravelmente. Ao ser misturada com outras cores para formar pigmentos terciários, sua neutralização não impede que existam resultados luminosos. Definida através de relações extrínsecas, de cromatismo, intensidade e luminosidade, o vermelho apresenta uma gama de variações cujos nomes possuem relações culturais, como o vermelho cardeal, que refere-se a cor usada pelos cardeais da Igreja Católica.
Na fotografia, a iluminação vermelha foi — e por vezes ainda é — utilizada como uma luz segura para se trabalhar num quarto escuro, uma vez que ela não expõe o papel fotográfico e outros filmes. Embora a maioria dos quartos escuros modernos utilizem a iluminação cor de âmbar como luz segura, a iluminação vermelha está intimamente associada com os quartos escuros na mente da maioria das pessoas.

## Tons
É difícil precisar os tons de vermelho quando se leva em consideração a paleta de cores de uma fábrica de tintas, por exemplo, já que uma máquina efetua a precisa mistura entre cores primárias e secundárias em variadas partes para a obtenção das mais diversificadas cores e tonalidades. Todavia, existe um número limitado de nomes para determinadas variações (em 105 no total), e são codificadas para a web e largamente conhecidas as seguintes:

## A cor na natureza

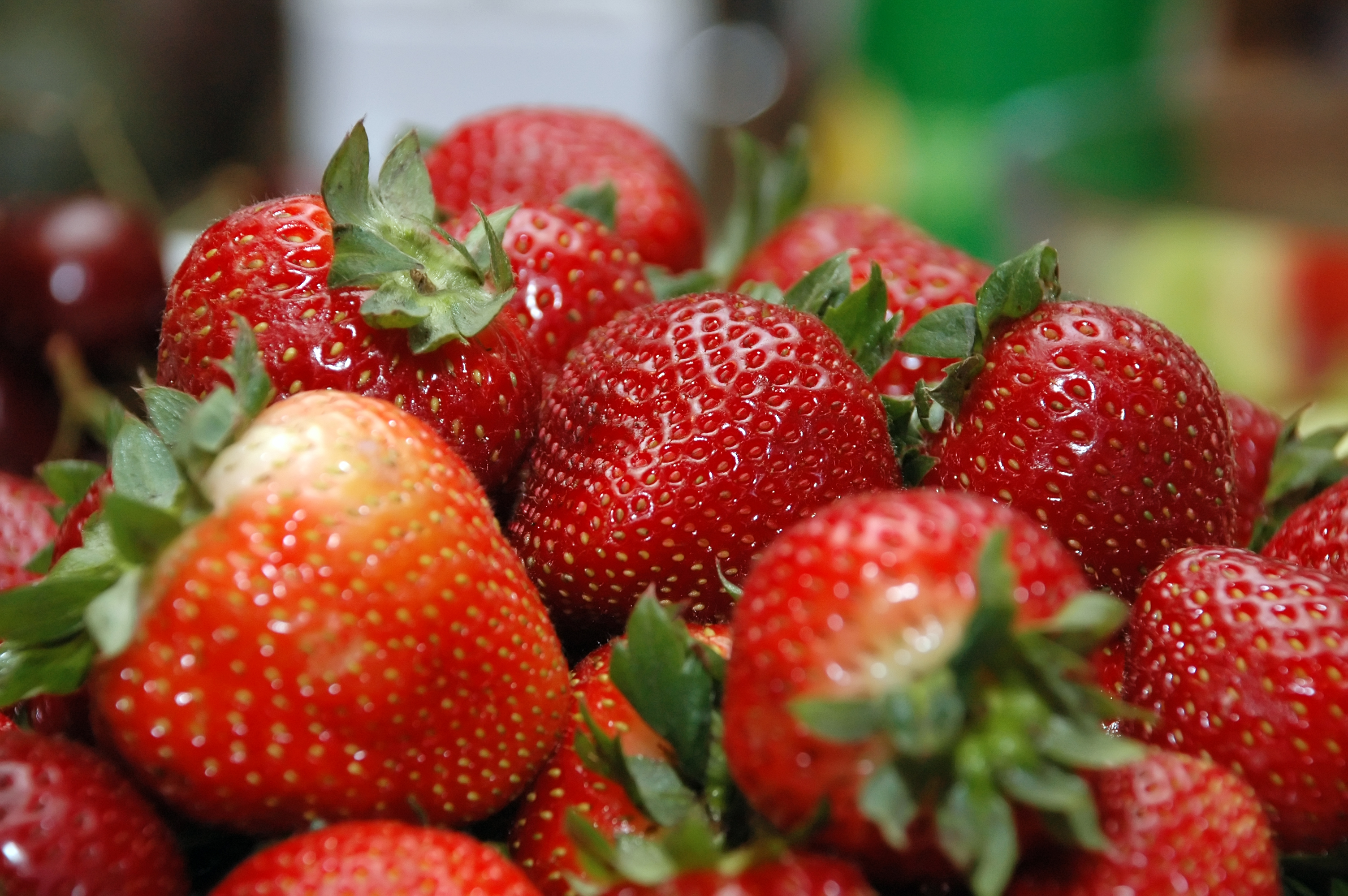
Os morangos, bem como outras frutas vermelhas, possuem essa coloração devido a mudança no pH.

A cor vermelha não é apenas obtida através de misturas artificiais de pigmentos; ela foi descoberta na natureza e manipulada para fins artísticos, para colorir roupas, tapeçaria e outros objetos. O vermelho pode ser encontrado na natureza em forma de pigmentos compostos de mercúrio, chumbo, cádmio, crômio e principalmente ferro. Vista ainda em óxidos naturais, é a cor de terras rubras na Índia, Inglaterra e Itália. É vista ainda como matéria corante de origem vegetal e animal, como a cochonilha, a orcina e o pau-brasil.
Na natureza, existem diversas frutas e vegetais que exibem tons avermelhados tanto em seu interior quanto em suas cascas. As frutas vermelhas, por exemplo, são ricas em antioxidantes e protegem músculos contra a ação de radicais livres. O vermelho, neste caso, indica o quão saudável é a fruta: quanto mais intenso o vermelho, melhor. Para as frutas que apresentam esta coloração, a intensidade do vermelho ainda representa maior quantidade de açúcar. Os legumes também apresentam licopeno, ácido elágico e antocianina, e auxiliam no combate a doenças como o câncer. O rubro, para frutas e legumes como morango, cereja e pimentão vermelho, é obtido devido a antocianina, sensível a mudança do pH, que quando ácido, mostra-se vermelho; e ao ácido elágico, que além de protege-los contra pragas, vírus e bactérias, é ainda responsável pela atração de insetos que irão polinizar as frutas.
As flores que exibem a coloração avermelhada apresentam uma substância cromogênica flavonóide, que reflete esta cor. Em animais, o que determina a coloração da pelagem e das penas, bem como as escamas dos peixes, é a genética ou os alimentos que eles consomem, devido a presença de substâncias pigmento — entre elas o carotenóide, comum na cenoura e em crustáceos. Na fauna, o significado do vermelho mais largamente conhecido é o de perigo, o que mantém certos animais longe de outros, para proteção. Entre os animais que exibem essa coloração estão a raposa-vermelha, as joaninhas, algumas estrelas-do-mar, as araras, os peixes-vermelhos, a lulas e os das espécies Latrodectus hasseltii e Agalychnis callidryas (de olhos vermelhos).
No corpo do ser humano e de outros animais, a cor do sangue é o vermelho, que colore ainda os músculos graças a circulação. Esta coloração é obtida devido a um tipo de célula encontrada em abundância, chamada glóbulo vermelho ou hemácia. Estes glóbulos não possuem núcleo e conseguem armazenar grande quantidade de hemoglobina, que se liga a moléculas de oxigênio e gás carbônico. Quando amadurecidas, estas células aproximam-se de átomos de ferro, o que lhes aumenta a capacidade de se ligarem a átomos de oxigênio, gerando a coloração vermelha e permitindo o transporte de gás e a oxigenação de tecidos. Entre as principais curiosidades que acontecem no corpo de alguns animais, incluído o ser humano, é a coloração avermelhada dos olhos dos albinos. Isso acontece por ser possível ver-se suas artérias através de seus olhos, que apresentam certa transparência, o que dá a impressão dos globos oculares serem avermelhados. Especificamente nos seres humanos, o vermelho é a cor do rutilismo, largamente conhecido através do nome ruivo, cujos pelos e cabelos vermelhos são causados por mutações nos genes recessivos MC1R de ambos os pais.

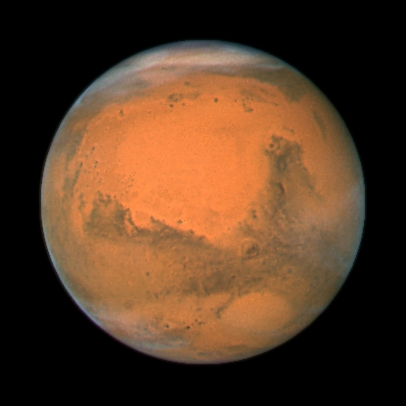
Marte é conhecido como o planeta vermelho devido a abundância de óxido de ferro em sua superfície.

Esta cor também possui outros significados encontrados na natureza. Um deles é quando na relação entre os sexos: Em pesquisa realizada pela Universidade de Rochester, o vermelho é preferido pelas fêmeas e mulheres na busca por um parceiro, o que levou o status do carmim a de cor sexy. O comportamento de mulheres de variadas nações foi estudado e chegou-se à conclusão de que o vermelho é, além de atrativo sexualmente, uma cor que representa status elevado e gera confiança. Além destes resultados, foi descoberto que o vermelho faz com que as fêmeas primatas prefiram os machos de mais alto grau disponível, já que estes apresentam a cor em sua pele. Importante também é a relação desta cor com a intimidação. Em estudo realizado por neurologistas e antropólogos, estabeleceu-se um padrão de precaução no comportamento de macacos da espécie rhesus: Quando alimentados por pessoas vestidas de vermelho, portavam-se de modo receoso. O resultado estabeleceu que o vermelho significaria perigo e impunha o respeito de um animal mais forte e talvez ameaçador, além de indicar que o vermelho poderia influenciar o comportamento humano nos mesmos moldes — intimidando. Atrelada a estas pesquisas, esta também a constatação de que o vermelho é capaz ainda de gerar os aumentos da rapidez e da sensação de força por um curto período. No reino animal, esta reação ao vermelho é instintivamente protetora (já que o vermelho representa perigo), enquanto que para os seres humanos serve para atividades de explosão, como o levantamento de peso.
Entre os minerais que exibem o vermelho, o mais conhecido e também uma pedra preciosa é o rubi. Esta pedra possui várias características, mas relacionadas a sua cor existem poucas peculiaridades. Sabe-se que ela é uma espécie de irmã gêmea da safira, diferenciando-se desta apenas na cor. Enquanto a safira exibe diversas variações, o rubi é encontrado apenas na coloração avermelhada pura ou com manchas em outras cores. Sendo uma das pedras mais duras da natureza, se forma do corundum, um composto de alumínio e oxigênio e tem seu vermelho obtido graças a impureza dada pelo crômio. Outros minerais encontrados são o cinábrio, composto por sulfeto de mercúrio; e a andradita.
No universo, Marte é chamado de "planeta vermelho" devido a cor avermelhada impregnada em sua superfície por causa da abundância de óxido de ferro ali presente. Objetos astronômicos que estão se afastando de um observador apresentam um chamado desvio para o vermelho. A superfície de Júpiter possui uma Grande Mancha Vermelha, uma área em forma de bola de futebol americano localizada ao sul do centro do planeta. Os astrônomos acreditam tratar-se de algum tipo de tempestade. Relacionadas ao encarnado, existem também as gigante vermelhas — fase pela qual, segundo teoria, todas as estrelas passam um dia. Nesta etapa, o hidrogênio se esgota e a estrela passa a queimar por meio de pulsos rápidos outro elemento, o hélio. Essa mudança gera modificação na coloração e no tamanho, apresentando-se avermelhada e maior.

## Presença na cultura humana

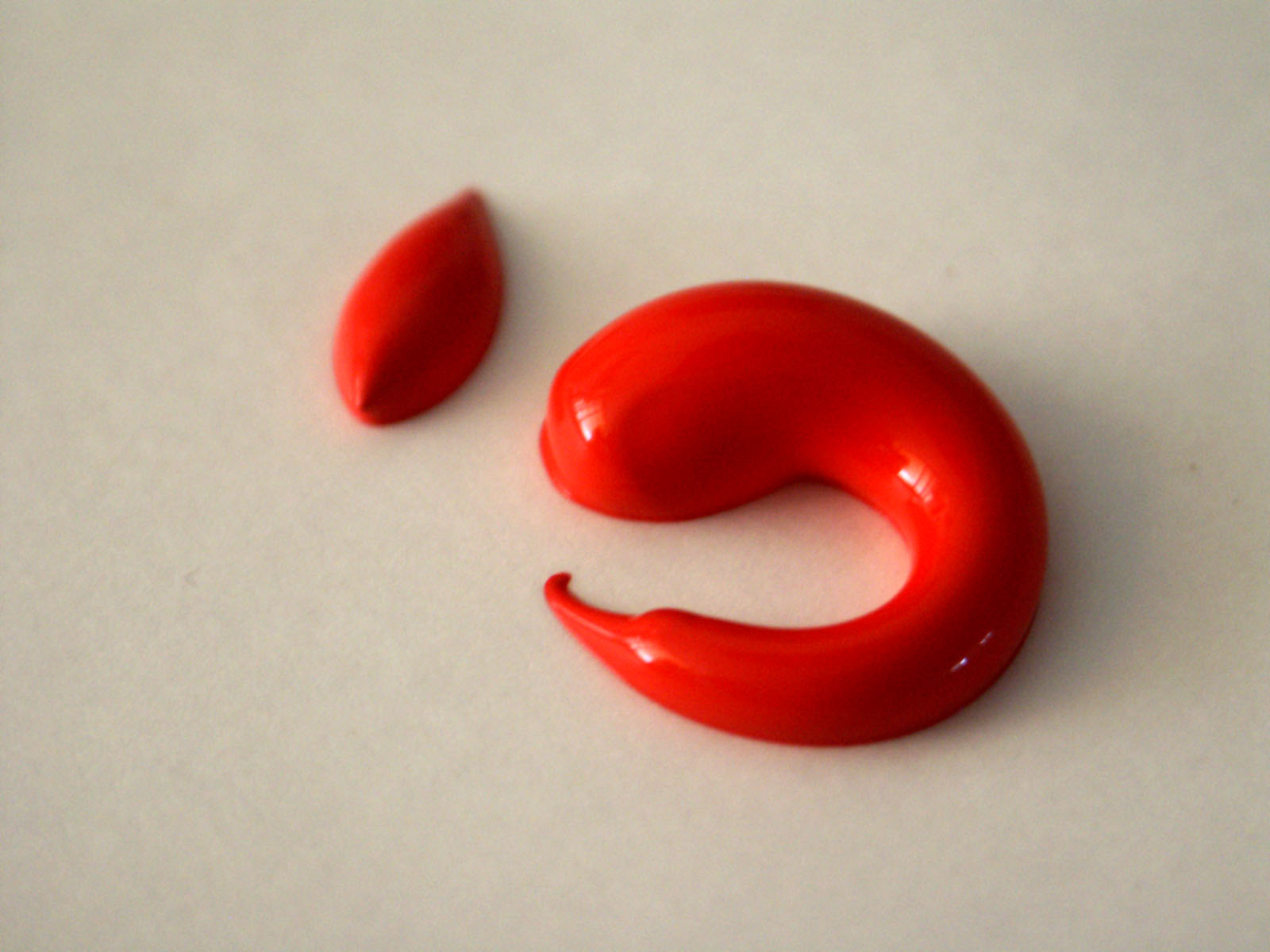
O vermelho, bem como diversas outras cores, faz parte da cultura humana desde o princípio da história da Humanidade, repleta de significados tanto positivos quanto negativos e com seu papel na comunicação.

Na cultura humana, o vermelho ganhou diversos significados e simbolismos, representando sentimentos que vão da paixão à raiva, colorindo objetos e nomeando de bandas musicais a ruas, e como as demais cores, faz parte da vida do ser humano desde o início de sua história, suprindo mais as necessidades psicológicas que as estéticas.
Em âmbito geral de comunicação, cada cor possui seu significado na natureza e na cultura humana. Apesar de diferentes, alguns deles são gerais e transmitem a mesma mensagem em qualquer lugar do planeta, podendo ser entendido por qualquer pessoa inserida em uma sociedade. Dependendo do contexto, o vermelho pode significar a Coca-Cola, a Ferrari ou o Diabo. A razão para isso é o destaque que o vermelho dá no Ocidente por ter sido uma cor mais difícil de ser obtida através de meios naturais. Um dia símbolo de poder e riqueza, o vermelho teve seu significado modificado com o passar dos anos.
Como uma das sete cores do arco-íris, o vermelho representa uma das sete notas musicais, um dos sete céus, um dos sete planetas, um dos sete dias da semana e assim por diante. Simboliza um dos elementos vitais, o fogo; a dimensão horizontal, mais clara a oriente e mais escura a ocidente; e é visto como elemento fundamental da vida e da sensualidade feminina. Como o sol, incita a ação, é tônico, forte e brilhante. Quando claro, representa o lado masculino e quando escuro, o feminino, noturno, secreto; e os mistérios da vida. Diz-se que ele seduz, encoraja e provoca; alerta, em forma de sinais — como os de trânsito -, proíbe e inquieta. Convida à casas de tolerância, transgredindo proibições e atiçando pulsões sexuais e de instintos passionais. Acredita-se que uma mulher vestida de vermelho jamais seria vista como inocente. Representante da carne e da possessividade, o vermelho é o glamour do tapete vermelho. No ser humano, dizem, é a cor que provoca o aumento da pressão arterial, da pulsação e do ritmo respiratório.
O vermelho simboliza o fogo central, o ser humano e a terra. Para a alquimia, é o ser humano universal e o sangue da imortalidade. O chamado vermelho sagrado é a cor da alma, do coração, do esoterismo e da ciência. Relacionado a mares e oceanos, nomeia-os sob o mesmo simbolismo — o ventre, no qual vida e morte se transmutam. Na morte, de acordo com Artemidorus, é púrpura e sombrio. O vermelho é duo e ambíguo; é visto como puro e impuro. Quando varia ao vivo, é ativo, belo, generoso e juvenil. É dito símbolo da vitalidade — na África, as mulheres tribais se pintam de vermelho antes de seus casamentos e ao que nascem seus primogênitos. Símbolo de vida e morte, é a cor da guerra e da devastação (fogo e sangue), e a cor da salvação (Cruz Vermelha).

### Significados psicológico, físico e terapêutico
De acordo com a psicologia das cores e a cromoterapia, o vermelho significa motivação, atrai coisas novas e incentiva o recomeço. É ainda o espírito do pioneirismo e a persistência, bem como a prosperidade e a gratidão. Todavia, o vermelho é também a indecência, a grosseria, a crueldade, a revolta e a brutalidade. No espírito, o vermelho abate a tristeza, a depressão e a letargia, enquanto que para o corpo, é tônico. À saúde, o vermelho é usado em tratamento contra hipertensão, anemia e inflamações; combate o esgotamento e o princípio do resfriado, caso se use objetos na cor perto da garganta, por exemplo.
Ligado ao chakra chamado cóccix, o vermelho está na base da coluna vertebral, referindo-se aos rins e à bexiga. Ligados também a esta cor estão os quadris e as pernas, bem como a glândula adrenal. A nível espiritual, este chakra está relacionado à autoconsciência e ao lugar do ser humano na Terra, ligados à sobrevivência e aos instintos básicos de luta e fuga, estabilidade e segurança.

### Na sociedade

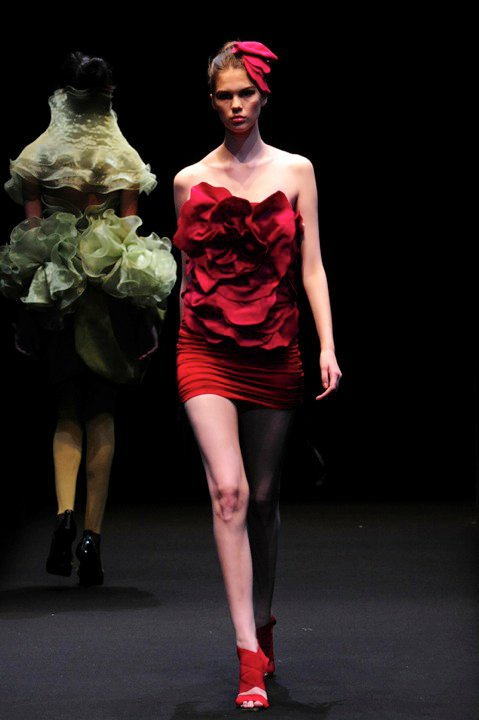
"O tecido não é tingido de vermelho por acaso. Você usa o vermelho por específica razão, seja por amor, fertilidade ou felicidade - Você deu razão ao vermelho." Rebecca Stevens, curadora da exposição Red.

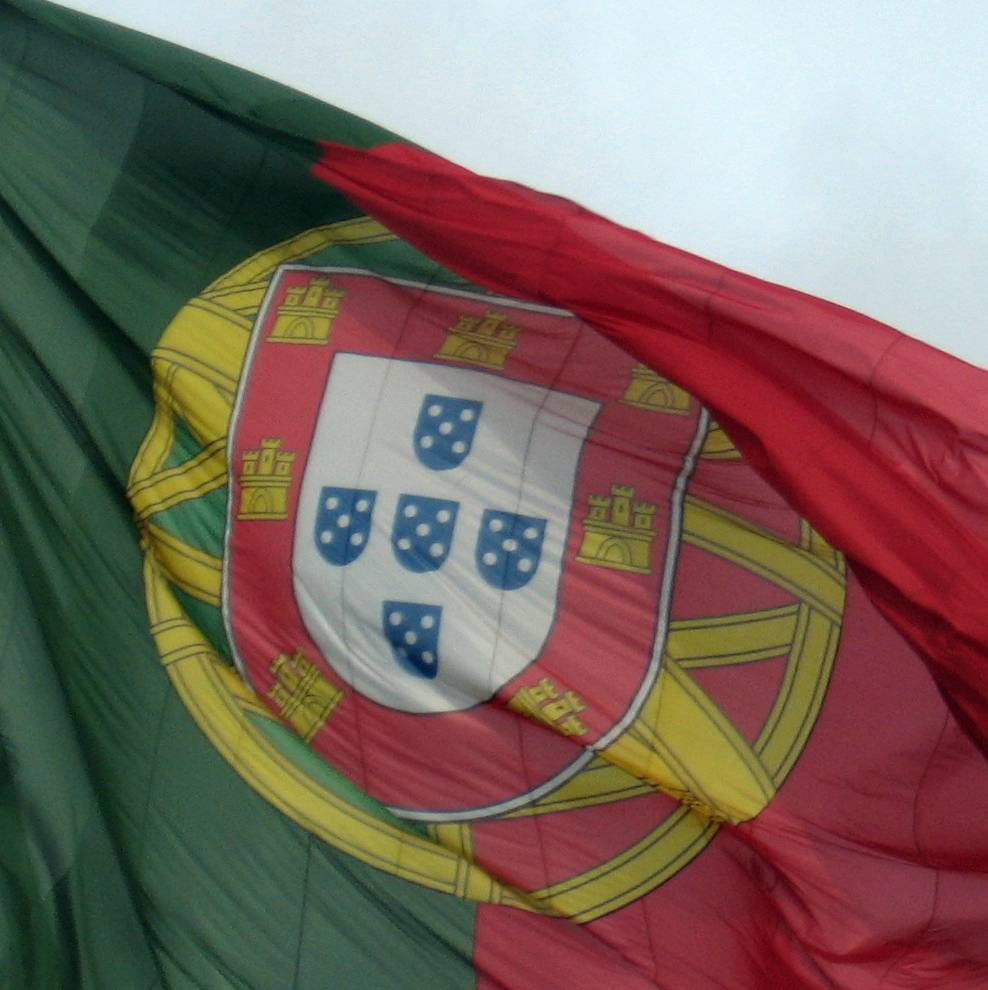
Na bandeira portuguesa, o vermelho é o incentivo para a vitória.

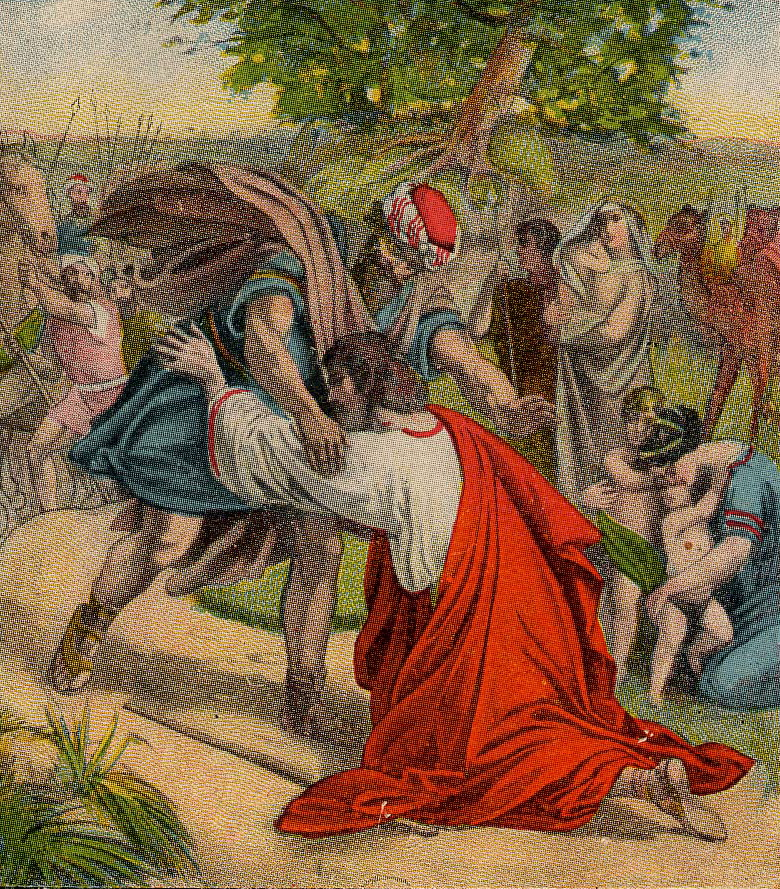
No Judaísmo, o vermelho é a cor da bandeira da família Esaú.

Inserido na sociedade com o provável primeiro intuito de representar as caçadas durante o período da Pré-História, o vermelho, no Japão, é a cor que representa a sub-liderança, sendo o segundo mais forte na ordem hierárquica dos heróis de tv. Nas artes marciais, é uma das faixas mais difíceis de serem atingidas: No judô e no karatê, por exemplo, o vermelho indica os últimos estágios do aprendizado do lutador. Historicamente, acredita-se que a predileção pelo vermelho nestes casos tenha vindo de uma importante batalha entre clãs japoneses, na qual os Heike usavam de bandeiras avermelhadas para representá-los. O taekwondo é outro estilo de luta que utiliza do vermelho como último estágio antes das graduações pretas, tidas como as mais elevadas, ao passo que para o jiu-jitsu, o encarnado é a cor da faixa mais importante, utilizada apenas pelos decanos. Ainda enquanto colorindo vestimentas, esta cor é usada nas becas de ciências humanas para os formandos brasileiros.
Na história do simbolismo do vermelho nas vestimentas está a presença forte de Louis XIV da França, que colocou o vermelho em cada uma de suas peças, em particular em seus sapatos e calças, para ressaltar suas pernas. Logo, esta cor tornou-se sinônimo de nobreza, foi chique, chamativa e cara, já que a tonalidade ia do México para o país europeu e somente os ricos tinham dinheiro para vesti-la. Madame de Pompadour, tempos mais tarde, continuou a popularizar a cor, revestindo sua casa com ela, em sofás e camas; Conta a história que Pompadour inclusive morreu em uma poltrona vermelha e branca. De acordo com curadores, o vermelho também foi a cor dos poderosos: Em algumas nações e por algum tempo era proibido que classes comuns a vestissem.
O vermelho também possui seus significados para as religiões. No Cristianismo, é a cor que nomeia o Mar Vermelho, peça destacada no episódio do Êxodo de Israel conduzido por Moisés; Para a Igreja Católica, simboliza as línguas de fogo em Pentecostes e o sangue derramado por Cristo e pelos mártires, além de indicar a caridade inflamante e, junto ao branco e ao azul, ser a cor do Espírito Santo. Entre os santos, é a cor do manto de São Jorge. Já nas vestimentas de seus dignitários, é a cor distintiva dos cardeais; Para a Umbanda, o vermelho é a cor de um dos axés, que acaba por englobar o laranja e até mesmo o amarelo, cujos elementos simbólicos abarcam o sangue, o mel e o bronze; No Candomblé, o vermelho é Exu, fértil e revolucionário; Para a Mitologia Iorubanda em geral, o vermelho é oposto ao branco, que representaria o lado justo.
Para o Judaísmo, o encarnado não possui um significado positivo, já que é a cor do ateísmo que representa Esaú e sua linhagem  — que tentou eliminar o Messias. Em contrapartida, é também a cor consagrada a Jeová como Deus; No Budismo, o Buda de cor vermelha é chamado Amitaba, da Medicina que tem meditações próprias. Sua cor simboliza a purificação do karma dos desejos, cujo mantra desenvolve amor infinito para e por todos os seres; No segmento de algumas religiões, o vermelho tornou-se comumente a cor do mal e do inferno, em particular para os católicos. Apesar disso, no Satanismo, o vermelho destaca-se apenas por ter sido a cor do manto que vestiu a primeira criança batizada nesta religião, chamada Zeena; Para as religiões pagãs como a Wicca, o vermelho possui também significados. Nesta citada, a cor possui múltiplas denotações: saúde, energia, potência sexual, paixão, amor, fertilidade, força, coragem, vontade de poder, aumento do magnetismo em um ritual, força para superar a preguiça e o medo, vingança, força de vontade e vitória; Na Mitologia Grega é a cor símbolo de Afrodite (do amor e da beleza), além de representar também os deuses Dionísio (dos ciclos vitais), Hefesto (da tecnologia) e Ares (da guerra).
Para a Astrologia, cada cor simboliza uma energia diferente e através delas é possível evocar estas energias em processos mágicos, usando velas, incensos, amuletos e pedras. A ágata vermelha, por exemplo, é purificadora do corpo, atrai a boa sorte e possui função energética. Nesta pseudociência, os signos de áries e escorpião são regidos pelo vermelho.
Na política, o vermelho é constantemente associado à revolução. Primeiramente empregado em 1871, na Comuna de Paris — com intuito revolucionário — acabou por tornar-se a cor representante dos movimentos de esquerda. Simbolizando a luta, o povo, a ação e a transformação. O vermelho foi adotado como cor da revolução, em oposição ao branco, cor da monarquia, tanto na Revolução Francesa quanto na Revolução Russa; foi a favorita de Karl Marx e Émile Zola. Representou a extinta União Soviética e o Exército Vermelho; fez ainda parte do nome "botão vermelho", temido durante a Guerra Fria, já que representaria a extinção da humanidade através de explosões nucleares. Hoje colore as bandeiras de muitos partidos políticos, principalmente dos representantes do espectro político de centro-esquerda, esquerda e extrema-esquerda. Por conta disso, é a cor predominante de diversos partidos trabalhistas, como o brasileiro Partido dos Trabalhadores (PT).
Ainda política e historicamente, é também cor presente em diversas bandeiras nacionais. Na alemã, as três barras foram inspiradas na revolução de voluntários contra o domínio de Napoleão; na holandesa, ao que consta, não possui nenhum significado, enquanto na francesa, é a cor que representa o povo; Já na bandeira portuguesa, o vermelho é a cor que incita a vitória, é combativa, quente e viril.
Reconhecidamente uma cor de alerta na natureza, representando perigo para muitos animais, o vermelho também é empregado como cor em veículos de emergência — polícia, corpo de bombeiros e ambulâncias. Todos envolvendo a tentativa de salvamento e proteção da vida. Em situações de urgência, perigo e que requerem ações rápidas, o vermelho é a cor ideal para estes contextos, já que estes seus significados são, além de naturais, antigos. Inclusive, conta a história de que deixava-se uma pessoa vestida de vermelho em frente à casa de um devedor para alertá-lo e apressá-lo de seu compromisso.
Entre as muitas outras aplicações do vermelho na cultura humana, está sua presença como cor tradicional do Natal. De valor não apenas simbolicamente religioso, o vermelho, junto ao verde, é a principal cor, da roupa do Papai Noel à bola que enfeita as árvores; Para o feng shui, é a cor do elemento fogo e da estação sazonal do verão. É a cor do sangue, da vida, da força e da energia vital ao seu máximo. Representa o yang e deve ser utilizada em ambientes de interação, como salas de jantar e estar. Contudo, de acordo com esta corrente de pensamento, é aconselhado que não se use o vermelho em locais de repouso (como o banheiro) ou cujos elementos sejam outros, como a água;
| “ | Se o Diabo é a tentação personificada e a Coca-Cola é a tentação engarrafada, então eles precisam chamar a atenção. | ” |

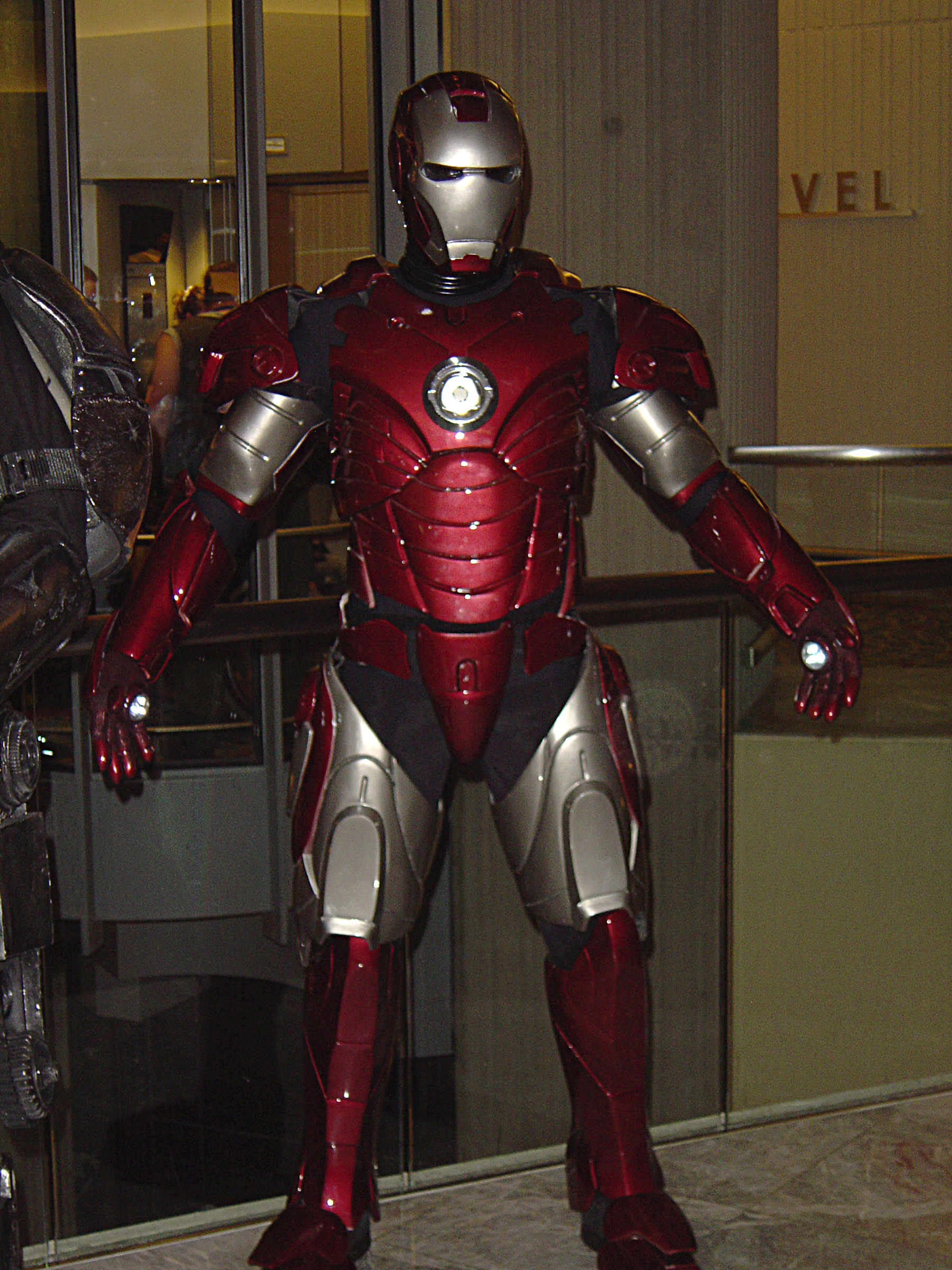
Nos quadrinhos, o vermelho colore as roupas de heróis como Homem de Ferro, Superman e Flash: aqueles que salvam vidas e amedrontam vilões.

O vermelho, dono de diferentes significados, é utilizado para atrair a atenção em vários sentidos e segmentos. Em revistas como a Veja e a Time, o vermelho é largamente a cor utilizada nos nomes para dar destaque. No caso da revista brasileira, a preferência pela cor foi também influenciada por fatos históricos, como as épocas das revoluções e protestos; Vestindo personagens ocidentais, é a cor das roupas de super-heróis como Feiticeira Escarlate, Homem-Aranha, Homem de Ferro e Superman, que atrairiam para si vários dos simbolismos do encarnado, como a mudança e a ação. O mesmo poderia ser aplicado a Hellboy, cujo vermelho ainda representaria o demônio vindo do inferno; Além disso é a cor nome da personagem infantil Chapeuzinho Vermelho, cuja capa escarlate demonstraria, segundo as generalidades de comunicação social, que a menina não seria tão inocente quanto aparentava;
O vermelho ainda nomeia bandas como a brasileira Barão Vermelho, inspirado no alter-ego de Snoopy, do Peanuts e não no aviador Manfred von Richthofen, conhecido como red baron; ruas e bairros como a Lagoa Vermelha (em São Paulo) e o Rio Vermelho (em Salvador) — de nome vindo do rio Camarogipe, que em português significa vermelho e ipê; sites como o esquerdista Portal Vermelho, página ligada ao Partido Comunista do Brasil (PCdoB); e músicas, como Vermelho, de Fafá de Belém, e filmes como o Violino Vermelho, que conta a história deste instrumento através de três séculos.
Útil, esta é ainda a cor da reciclagem. Ao lado das outras para determinados materiais, foi a escolhida para as latas de coleta de plástico. Ainda que se desconheçam os critérios para a escolha das cores, é um padrão adotado no mundo todo para a coleta seletiva voluntária. Ao redor do globo, times de futebol usam o vermelho em seus uniformes e escudos: na Europa, Arsenal, Bayern de Munique, Liverpool, Manchester United, Milan, Sport Lisboa e Benfica são alguns exemplos, bem como a seleção espanhola; na América do Sul, Flamengo, Internacional (conhecido como Colorado), São Paulo e o River Plate são outros; enquanto Al-Ahly, Primeiro de Agosto, F.C. Tokyo e Adelaide United seriam clubes de outros continentes. No folclore brasileiro existe uma disputa no Festival de Parintins chamado Garantido e Caprichoso, no qual o Boi Garantido tem como sua cor representante o vermelho.
Usada em propagandas e logotipos, como da rede norte-americana Target, o vermelho é a marca registrada da fabricante automobilística italiana Ferrari. Segundo é dito, a cor foi eleita quando a escuderia pertencente a esta fabricante começou a ser montada e cada país tinha o direito de selecionar uma coloração para as disputas de automóveis. Não demorou para carro e cor, no mundo masculino, tornarem-se símbolos de movimento, coragem, virilidade e poder. Já no universo feminino, entre os cosméticos usados, o perfume Amarige da francesa Givenchy, que possui sua caixa toda em vermelho, descreve uma mulher "meiga, carinhosa, espontânea e plenamente realizada".

### Nas artes
O vermelho está presente na produção artística desde que o ser humano começou a pintar. Na Pré-História, achados arqueológicos mostram a utilização de ocre vermelho em pinturas de cavernas. Os artistas daqueles tempos eram chamados também de paleolíticos, como o ser humano e o período, e usavam dos dedos tanto para preparar a tinta, quanto para pintar. No Egito Antigo, durante o tempo compreendido entre 8000 e 5000 a .C, foi desenvolvida a chamada arte egípcia, que incluía pinturas feitas em sarcófagos, paredes e papiros. Para isso, eram utilizadas cores naturais e sintéticas. Entre as naturais estava o vermelho, obtido também através do ocre, conhecido também pelos gregos e romanos. Os europeus, por sua vez, possuíam uma técnica de pintura em cerâmica, na qual não usavam de uma tinta vermelha, mas sim de uma preta: o fundo, natural deste material, dava a impressão do desenho ser vermelho, ao passo que os contornos eram em pigmentos negros. Destacado nesta arte foi Exéquias, considerado o maior pintor de figuras negras.

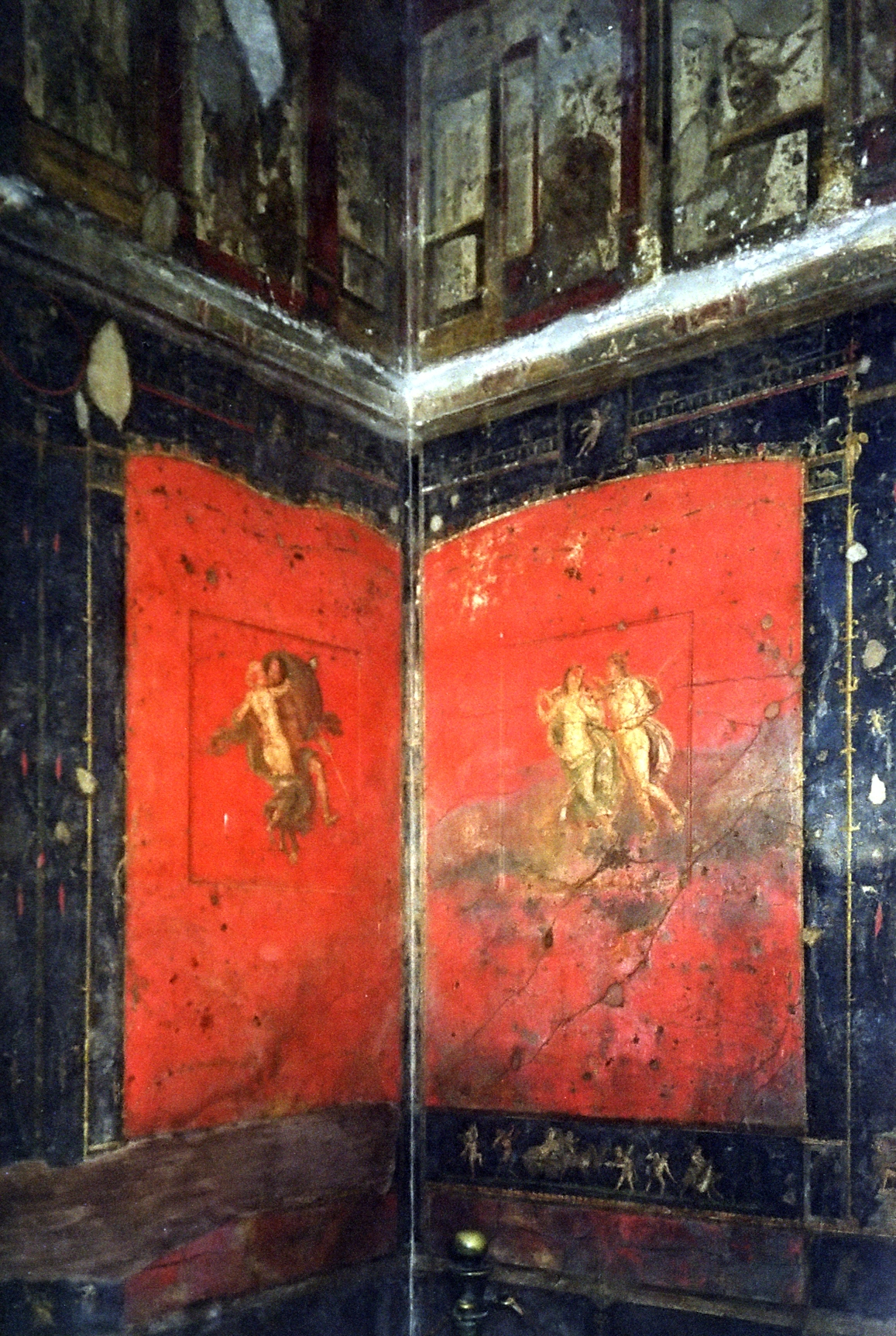
Painel em vermelho na Casa dos Vettii, uma das mais luxuosas residências de Pompeia.

Já no Oriente, para a obtenção da cor vermelha, chineses e japoneses usavam do zarcão, conhecido ainda como vermelho de chumbo, enquanto na América do Norte, o vermelho vinha da calcinação do ocre amarelo e de fungos das pináceas. Na América do Sul, alguns indígenas usavam o vermelho do urucum em uma espécie de arte corporal (pintada no corpo) para atrair a vivacidade da cor.
Na história do vermelho na arte, destacaram-se os pigmentos naturais. Na arte medieval, o minium (cinábrio) e a sinopia (ocre rico em hematita) já eram conhecidos dos artistas da Antiguidade Clássica sendo, inclusive, descritos por Plínio em seus escritos. Na Idade Média, a sinopia passou a designar algumas tonalidades deste ocre, encontradas em murais e pinturas de cavalete até o século XIV. Na iluminura da época, outro pigmento vermelho natural foi usado, também já conhecido na Antiga Grécia e na América do Norte: o vermelho de chumbo, que era barato, fácil de produzir e coloriu policromias escultóricas e painéis do século XII ao século XV. Ainda durante este período foi descoberto outro tom de vermelho, chamado vermelhão, também natural, oriundo do sulfeto de mercúrio. Um dos exemplos deste vermelho está na obra de Giotto, chamada O Pentecoste. Nesta pintura, o vermelho do mosaico presente na arquitetura e nas roupas dos discípulos é o vermelhão.
Na produção artística árabe, o vermelho foi tinta base junto ao preto, para escrever em livros e daí influenciar a arquitetura. Foi ainda uma das cores principais usadas para colorir tapeçarias — que seguiam um esquema de formas naturais com uma beirada contendo inscrições — durante o século XIV, e cor importante nos desenhos geométricos usados durante o domínio dos mamelucos, também usados em tapetes. Um dos movimentos que destacaram o vermelho como cor em sua produção foi o fovismo, nascido em 1905. Com preferência pela apresentação e uso das cores do que pela forma e traços, o vermelho era sim o "o vermelhão vibrante dos corpos" (Matisse, 1910). Durante o período em que ficou compreendida a arte arte contemporânea, o vermelho conquistou uma nova matéria-prima: a terra vermelha, preferencialmente utilizada como material e não pigmento. Um dos artistas destacados foi o brasileiro Carlos Vergara, pioneiro no uso desta terra como parte dos processos de criação, cuja exposição nomeou Sagrado Coração, Missão de São Miguel.
Em teoria sobre a pintura, o uso das cores e suas influências, diz-se que o clima é fator importante. Como exemplo, o artista nordestino do Brasil prefere usar o vermelho (uma cor quente, viva e luminosa) ao azul, já que vive sob sol forte durante quase todo o ano. Contudo, os momentos históricos foram também grandes influenciadores, atrelados ou não aos sentimentos. No abstracionismo geométrico — influenciado pelo cubismo e pelo futurismo, por exemplo — destacou-se o pintor holandês Piet Mondrian, que usava das cores puras (vermelho, azul e amarelo) para obter a arte pura.
Como a arte reflete a vida, o vermelho também representou o sentimento vivido no período da Pop Art, no qual foi nomeou a obra Levante Racial Vermelho (1963) — cujas celebrações da fama colidiam com a violência e as guerras, como a do Vietnã. Na literatura, o livro realista O Vermelho e o Negro, do escritor francês Stendhal, é a obra que destaca a cor, representando as revoluções vividas na época e fazendo referência ao orgulho do personagem fardado. Fã do vermelho, o designer italiano Gaetano Pesce, destaca-se no uso da cor, pois gosta de brincar com o momento que denomina "frio da arte", no qual o vermelho representaria o calor. Um exemplo disso seria a linha de calçados que lançou para a marca Melissa, na qual, em meio a cores claras e sóbrias, aparece o vermelho vivo. Além das cerâmicas gregas, esculturas modernas também destacaram a cor. Anish Kapoor usou do vermelho em várias de suas produções para sugerir algo de "físico, terreno, do corpo". Ainda relacionado à produção artística, na Nova Zelândia, uma galeria de arte chama-se Red (no português Vermelho) cujo objetivo é o de expor a arte contemporânea nacional.

### Expressões e associações

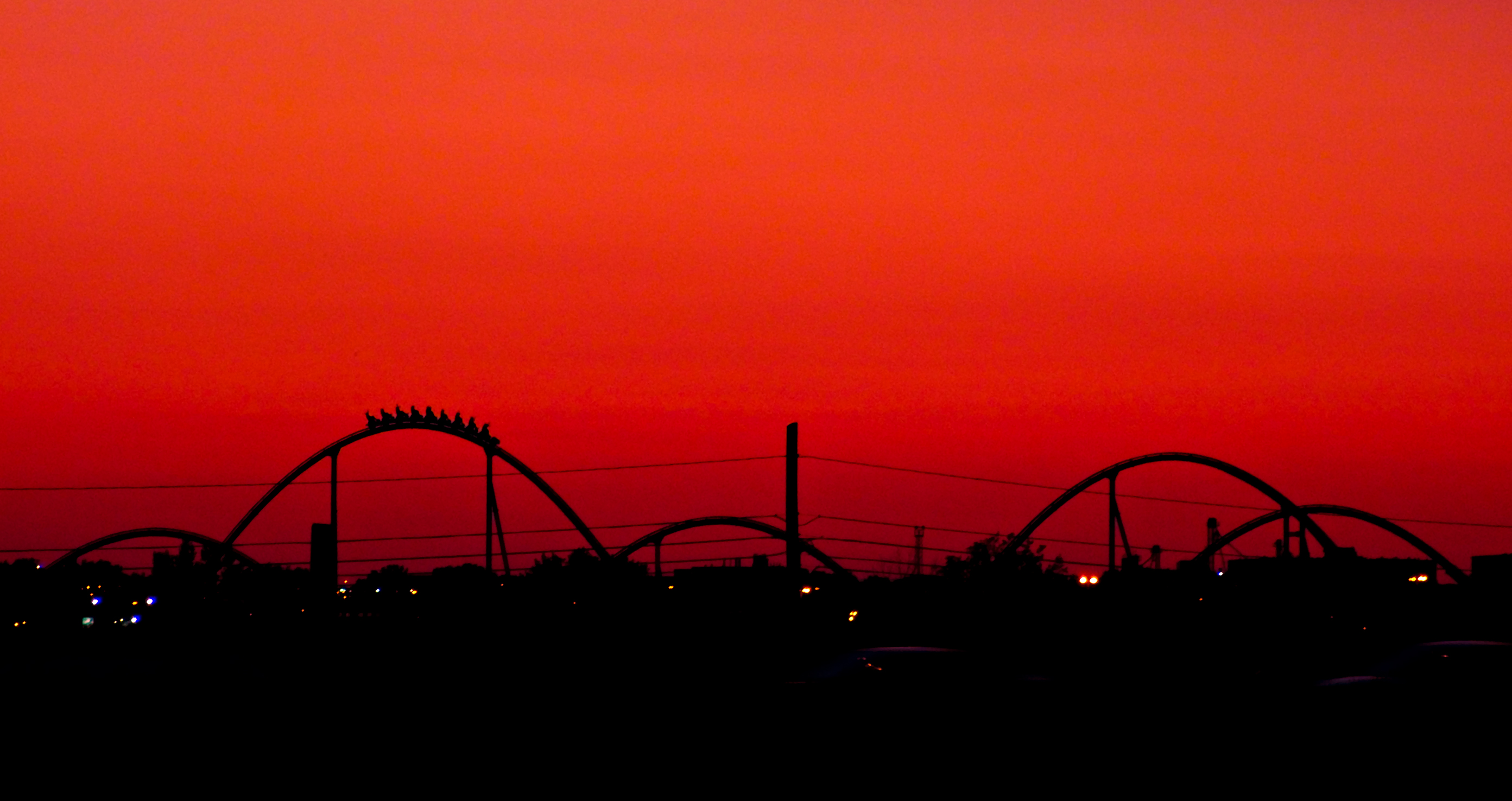
O vermelho pôr-do-sol de Longueuil.

O vermelho é fisicamente associado ao fogo (quente, transformador, destruidor e salvador simultaneamente) da energia sexual e da luta diária; ao coração do ser humano, que simboliza seus sentimentos mais vivos, como amor, paixão e ira; e ao sangue. O sol, apesar de quente, vivo e também ligado ao vermelho, é mais largamente representado pelas cores laranja e amarelo.
Como é sabido que as expressões culturais não podem ser literalmente traduzidas de uma língua para outra, já que possuem significados diferentes, ainda que alguns sejam universais (como o sinal de trânsito "pare"), não dá para dizer que o vermelho, na expressão coloquial e comum em uma nação, signifique o mesmo em outra. Desse modo, em português, quando se "estende o tapete vermelho" para alguém, está-se a recebê-la com honrarias e cuidados exagerados; quando uma autoridade usa um "telefone vermelho" está a fazer uma ligação direta a uma outra autoridade; quando uma pessoa leva um "cartão vermelho" é porque foi expulsa de algum lugar ou passou por um rompimento; já quando alguém "está no vermelho" é porque sobram-lhe os defitis; e quando se fica "vermelho de vergonha", a pessoa demonstra sua capacidade em ruborizar-se.